# Cammeo

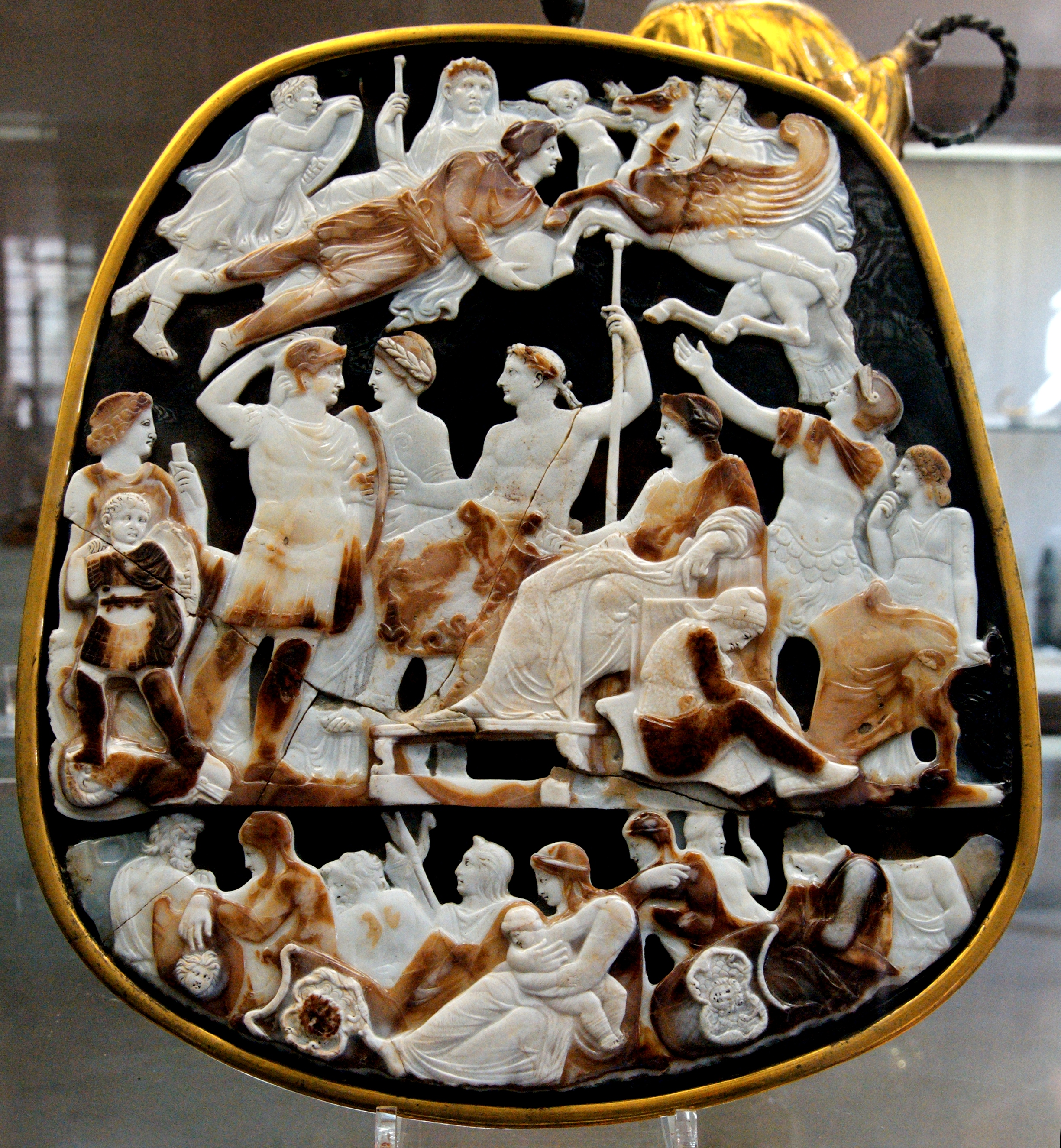
Il Gran Cammeo di Francia, opera d'arte romana del 23 d.C., Cabinet des medailles

Il cammeo (o raramente cameo) è un gioiello realizzato attraverso l'incisione di una pietra stratificata (agata, sardonica o onice) o di una conchiglia, in particolare la Cypraecassis rufa, la Cassis madascarensis e la Cassis cornuta in quanto queste conchiglie della famiglia della Cassis presentano la superficie costituita da due strati di colore distinti, il che permette di isolare nitidamente dal fondo la figura in rilievo.

## Etimologia
Il termine deriva dal vocabolo arabo gama'il (bocciolo di fiore), dal quale si è arrivati all'odierno cammeo attraverso l'antica denominazione francese camaheu.

## Storia

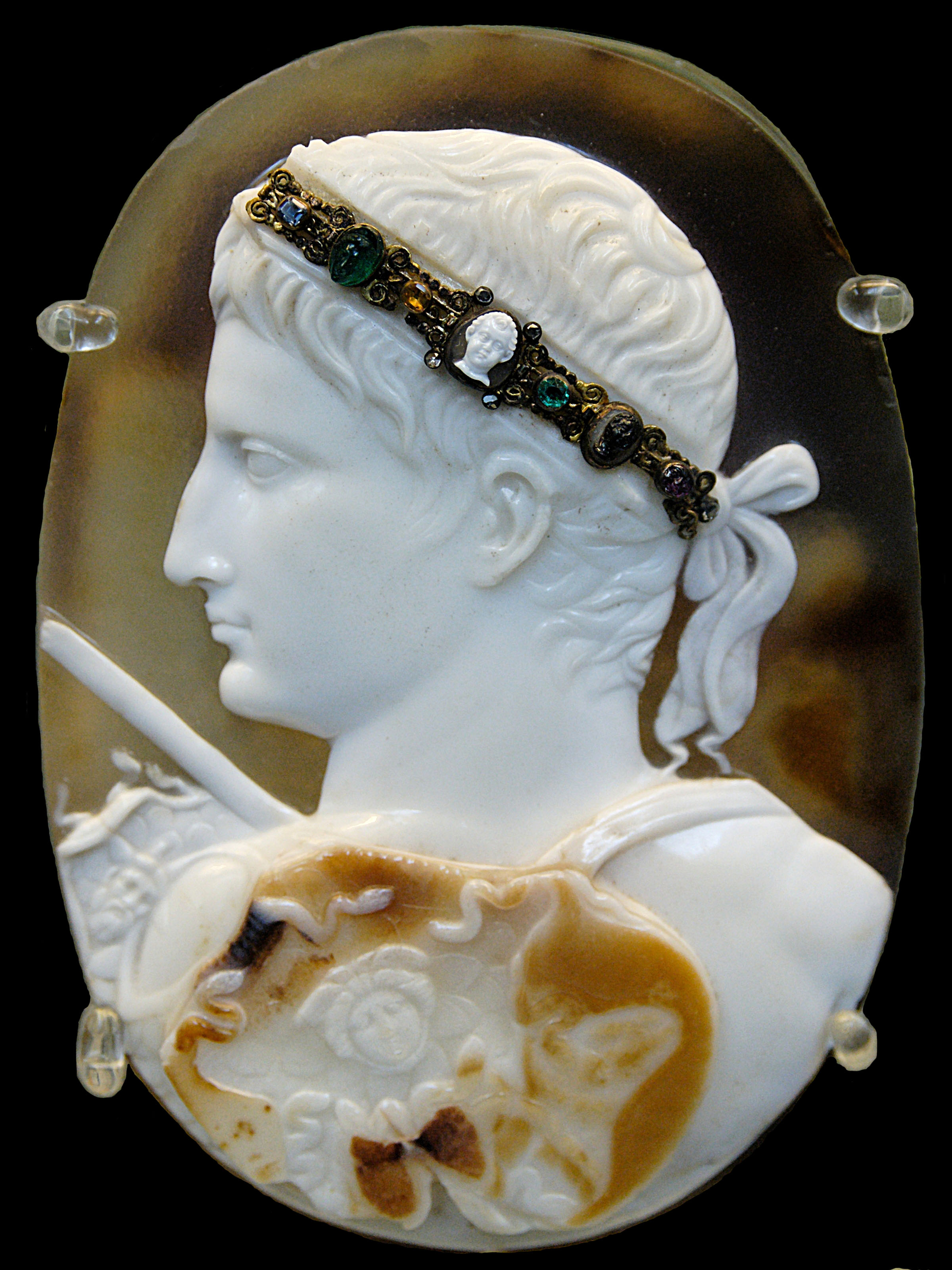
Cameo romano rappresentante Augusto coronato di alloro, 14-20 d.C., British Museum

Nell'arte antica ionica ed etrusca si realizzarono pietre dure che vengono considerate anticipatrici del cammeo, il cui utilizzo si diffuse a partire dall'età ellenistica. Anticamente venne utilizzata la pietra sardonica, ben presto affiancata dall'agata e dall'onice. I primi cammei furono rintracciati nelle tombe di Crimea assieme alle monete di Lisimaco e risalirono al 281 a.C.
Alcuni dei più famosi cammei sono stati prodotti nel periodo imperiale romano, anche se lo stile e la tecnica si è sviluppata ai massimi livelli durante l'Ellenismo.
Famosi cammei antichi sono: 
- il Cammeo Gonzaga che rappresenta una coppia di personaggi, forse Alessandro Magno o uno dei Tolomei e la moglie;
- la Tazza Farnese di età tardo tolemaica o augustea, lavorata su un'onice a due strati, ricca di venature, raffigura Medusa e la fertilità del Nilo;
- la Tazza dei Tolomei, risalente al periodo di Nerone è decorata con gli elementi necessari per la celebrazione del rito dionisiaco;
- la Gemma augustea di Dioscuride è decorata con scene esaltanti l'imperatore Augusto;
- il Gran Cammeo di Francia dell'età tiberiana è una sardonica a cinque strati.
- la Gemma Claudia è un cammeo di onice a cinque strati. Molti cammei erano inseriti in anelli maschili, in particolare era un segno distintivo dei cavalieri romani.

In Persia e nella Mesopotamia l'arte del cammeo raggiunse un periodo florido dal III al VII secolo ben esemplificato da un capolavoro come Lotta tra un cavaliere romano e un sasanide.
Nel tardo Impero e nel medioevo l'uso del cammeo rimase abbastanza comune tra i bizantini, mentre in occidente divenne raro, per cui venne spesso tesaurizzato e inserito in oggetti liturgici.
Durante il Rinascimento italiano ci fu un revival del cammeo; grandi collezionisti di cammei furono i Medici, che ne diffusero la tecnica a Firenze, come dimostra la loro vasta collezione e la fondazione dell'antico Opificio delle pietre dure. Tra i  vari artisti che si distinsero in questo settore, si ricordano il milanese Giovanni Antonio De Rossi e  Grechetto. Anche nei secoli seguenti la penisola italiana mantenne la guida dell'arte del cammeo. Se la produzione principale nel XVII secolo si trasferì in Austria, ancora italiani furono gli artisti principali, quali Alessandro Masnago e Ferdinando Eusebio Miseron. Dopo il XVIII secolo e il gran revival del Neoclassicismo, nei primi del '900 questa attività incominciò una sua parabola discendente, per divenire nel XX secolo, in gran parte mero commercio di ricordi turistici di media qualità.

## Lavorazione

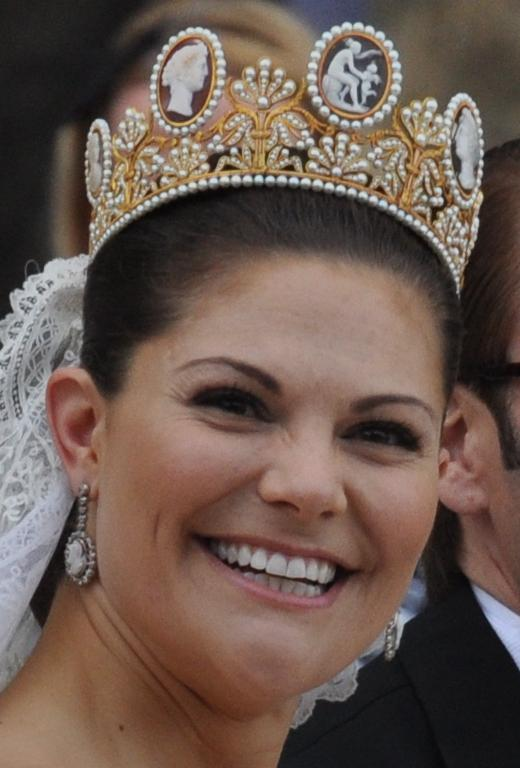
La principessa ereditaria Vittoria di Svezia che, nel giorno del suo matrimonio, ha indossato la famosa Tiara di cammei, proveniente dai gioielli della sua antenata Joséphine de Beauharnais.

Ancora oggi la lavorazione del cammeo si effettua artigianalmente. La prima fase della lavorazione consiste nella scelta della conchiglia adatta all'incisione. Successivamente si passa alla scoppatura, ovvero al taglio della parte più convessa della conchiglia, la "coppa"; poi si procede alla segnatura e alla sagomatura del pezzo tagliato: all'interno della coppa si tracciano i contorni dei cammei che si vogliono ricavare e si eliminano, tagliandole, le parti superflue.
Infine si passa all'aggarbatura, che consiste nel dare al pezzo la forma voluta (in genere ovale o tonda) utilizzando una mola speciale. A questo punto i pezzi ottenuti sono fissati su un fuso di legno con mastice caldo composto da pece greca, cera e scagliola. Dopo tale operazione si passa alla scrostatura cioè l'abrasione della parte più esterna della conchiglia in modo da lasciare in superficie lo strato chiaro da incidere. Il lavoro passa poi all'incisore, che disegna sulla superficie il soggetto da riprodurre.
La lavorazione del cammeo ha conosciuto il suo massimo apice nel Rinascimento, oggi questi esemplari, alcuni dei quali realizzati ed impreziositi con materiali pregiati, sono presenti nelle collezioni medicee o conservati nei più importanti musei di tutto il mondo.

## Intagli e cammei

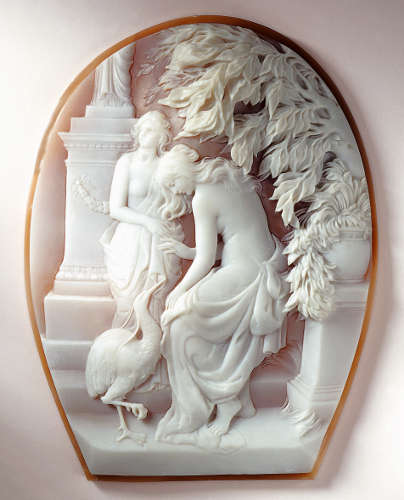
Cammeo inciso sul guscio della conchiglia Cassis madagascariensis della famiglia delle cassinae

Tecnicamente il cammeo è un'incisione che produce in rilievo un'immagine o impronta negativa, contrariamente ai sigilli che sono degli intagli della superficie (negativi, producono una impronta positiva). Questa distinzione di termini ormai è poco usata e, in pratica, il termine cammeo indica sia i cammei veri e propri, sia gli intagli.

## Curiosità
Argomentando sulla difficoltà di apprezzare come si deve l'arte di affilare massime, Nietzsche paragona quelli che traggono da queste... poco più di un gradevole sapore in bocca a quelle persone comuni che si trovano a esaminare dei cammei: esse lodano perché non possono amare e sono subito pronte ad ammirare, ma ancor più pronte a scappare via. E questa può essere considerata una pregevole massima sull'incapacità di amare.